# ウォルト・ディズニー・レコード
ウォルト・ディズニー・レコード（Walt Disney Records）は、米国ウォルト・ディズニー・カンパニーのレコード会社ディズニー・ミュージック・グループのレーベル。旧名はディズニーランド・レコード（Disneyland Records）。日本での発売・販売元はユニバーサル ミュージック合同会社。

## 歴史

### ディズニーランド・レコード
1956年2月4日、ウォルト・ディズニー・プロダクションのレコード部門として、ジミー・ジョンソンを社長に迎え、ディズニーランド・レコードとして設立された。ジョンソンはこの新会社のアーティストとレパートリー部門の責任者として音楽家のトゥッティ・カマラタを招いた。「ディズニーランド」印の10インチLPは、その数ヶ月前に「子供の詩の園」のミュージカル版が発売されていたが、これは音楽出版社チャールズ・ハンセンによって販売されていた。このレーベルが最初に制作、製造、販売、流通させたディズニーランド・レコードは、ウォルトが自分のレコード会社のために特別に録音した唯一のアルバム「Walt Disney Takes You to Disneyland」であった。また、この最初の年には、7枚のディズニーのアニメーション映画のサウンドトラックが同社から発売された。
ディズニーランド・レコードは、創業から1年以内に映画『幌馬車隊西へ!』からパーカーのシングル「Wringle Wrangle」を発売し、このシングルはヒットとなった。これがきっかけとなり、同社は映画以外の音楽の録音を開始することになる。しかし、同社から発売されたものは、業界では子供向けと分類されていた。価格設定は、子供向けというより、大人向けであった。唯一社外で成功したのは、カマラータのアルバム「トゥッティのトランペット」であった。こうして1959年、ディズニーランド・レーベルはサウンドトラックと子供向けレーベルとなり、ブエナ・ビスタ・レーベルはときどきポップソングのレコードを出すようになった。
カマラタは、「白雪姫」、「バンビ」、「シンデレラ」などのディズニーの名曲をジャズでアレンジしたアルバムや、オリジナルのコンセプトアルバムなど、本格的な音楽のレーベルとしてスタートし、サウンドトラックのフォーマットも歌だけでなく、曲の一部分も収録するようになった。トゥッティの音楽業界におけるコネクションは、メアリー・マーティン、ルイ・アームストロング、ルイ・プリマ、フィル・ハリスといったアーティストを同レーベルに招き入れた。人気のあるマウスケティアのアネット・ファニセロが『ミッキーマウス・クラブ』のテレビシリーズで「How Will I Know My Love」という曲を歌った後、ファンからスタジオに連絡があり、このレコードはマイナーヒットとなった。これをきっかけに、カマラタ、ジョンソン、ウォルト・ディズニーは、レーベル初のアーティスト・イン・レジデンスとしてアネットのキャリアを後押しすることになった。1959年、ブエナ・ビスタ・レコードは、フニセロの選りすぐりの録音物、サウンドトラック・アルバム、その他現代のオーディオマニア音楽のために結成されたレーベルである。
アネットにふさわしい曲を探していたトゥッティたちは、ラジオから流れてきたリチャード・M・シャーマンとロバート・B・シャーマンの曲を聴いて、二人の作曲家コンビを発見した。シャーマン兄弟とハリウッドにあるサンセットサウンドの2人の技術者の参加を得て、カマラタは「アネットサウンド」と呼ばれる、アネットの声を強調するための特殊な多重録音を作り上げ、これが業界の標準となったのである。シャーマン兄弟はアネットの歌を数多く手がけただけでなく、1960年代以降のディズニーを代表する歌のほとんどを担当した。テーマパークの「小さな世界」「チキ・チキ・チキルーム」、そして「メリー・ポピンズ」「プーさんとはちみつ」「ジャングル・ブック」「プーさんと大あらし」「ベッドかざりとほうき」の歌などである。
1960年、カマラタはスタッフを離れ、ロイ・O・ディズニーの提案で、ディズニーとブエナビスタのレコードのほとんどを録音、ミキシング、エンジニアリング、カット、マスタリングする総合レコーディングスタジオ、ロサンゼルスのランドマーク、サンセットサウンドを設立した。事実上、彼は70年代初めまでディズニーと関わりを持っていた。ディズニーランド・レコードは1965年に、歌手兼俳優のロビ・レスター・パフォーマーがレーベルの歴史の中で最も多くのタイトルに出演して、読み聞かせのシリーズを開始した。
1971年には、ディズニーランド・レコードは、ディズニーランド／ビスタ・レコードとも呼ばれるようになった。また、『子供の詩の園』もまだラインアップされていた。ランキン/ベースはディズニーランド/ビスタに1977年のアニメ映画『ホビットの冒険』に関連した6枚のレコードを発売させた。ランキン/ベースはディズニーランド/ビスタに、それ以前のホリデースペシャルである『Frosty's Winter Wonderland 』と『Twas the Night Before Christmas』のサウンドトラックを提供した。
同社は「ミッキーマウス・ディスコ」のアルバムで大成功し、ディズニーランドは1980年10月までにポップミュージックに再び進出することを検討した。その成功はまた、アルバムの曲を基にした劇場用短編アニメーションの発行にもつながった。そのようなオリジナル作品は、ウィリオとフィリオ（ウィル・ライアンとフィル・バロン）のコメディ歌手のチームが登場する「That Waddlin' Crazy Guy」と「Pardners」の2作品であった。

### ウォルト・ディズニー・レコード
1989年、ディズニーランド・レコードはウォルト・ディズニー・レコードと改名された。
1990年頃、ウォルト・ディズニー・レコードはパラシュート・エクスプレスやノーマン・フートといった若者をターゲットにしたアーティストと契約を結んだ。しかし、ディズニーの方針が長編アニメーション映画の支援、カタログを活用した本やテープのパッケージやコンピレーションの制作に変更されたため、これらのアーティストは数年後に移籍した。
2000年5月、ウォルト・ディズニー・レコードはレーベル初のティーン歌手、マイラと契約し、彼女のレーベルでの最初のシングル「マジック・カーペット・ライド」は、アルバム「ラ・ヴィダ・ミッキー」の一部として2000年5月23日にリリースされた。
2014年6月24日、ウォルト・ディズニー・レコードは『レガシー・コレクション』の発売を開始した。このシリーズには、オリジナルのサウンドトラックのほか、未発表の音源や 作曲家、プロデューサーの解説書も同梱している。このコレクションには、様々なディズニー映画やディズニーランドの様々な記念日の間にある14枚のアルバムが含まれている。
2012年12月21日のディズニーによるルーカスフィルムの買収に伴い、2015年12月18日の『フォースの覚醒』サウンドトラックから、同スタジオおよびスター・ウォーズ関連のすべてのサウンドトラックを扱う公式レーベルとなった。2017年1月、ディズニーはソニー・クラシカルからスター・ウォーズの全音楽カタログの配信権を取得し、その後、第1作から第6作までのサウンドトラック・アルバムがウォルト・ディズニー・レコードから同日にデジタル配信で開始された。ディズニーは2018年5月4日、『スター・ウォーズ』のオリジナル・サウンドトラック・アルバムをデジタル・リマスターし、CDとして再発売した。

## 日本
日本では1960年に日本ウエストミンスターが配給を開始したが、1962年に日本コロムビアとライセンス契約を結び、同年12月からディズニー楽曲の日本語盤の発売を開始。日本コロムビアにおける日本語盤の第1回作品は『101匹わんちゃん大行進』『バンビ』『三匹の子ぶた』『眠れる森の美女』の4タイトルだった。1970年からはキングレコードとライセンス契約を結び、キングレコードにおける日本語盤の第1回作品は『101匹わんちゃん大行進』『白雪姫』『シンデレラ』の3タイトルだった。1980年には再び日本コロムビアとライセンス契約を結び、同年12月10日から音楽ソフトの販売を開始した。1990年代前半から1999年の初夏までポニーキャニオン、1999年の夏からエイベックス・エンタテインメント（品番はAVCW）がそれぞれライセンス契約を結んでいたが、世界販売網共通化に伴い、2018年6月25日に、ユニバーサルミュージックと新たにライセンス契約を結び、同年10月1日以降音楽ソフトの販売を開始、音楽配信の権利を同社に移行した（品番はUWCD）。ロシア/CISではワーナー・ミュージック・グループがライセンス契約を担当していたが、2019年現在音楽配信のみ行われており、ユニバーサル ミュージック グループが管理をしている。